# Forcipomyia werneri
Forcipomyia werneri är en tvåvingeart som beskrevs av Wirth och Gustavo R. Spinelli 1993. Forcipomyia werneri ingår i släktet Forcipomyia och familjen svidknott. Inga underarter finns listade i Catalogue of Life.